# Marcus Hahnemann
Marcus Hahnemann (Seattle, Washington, Estados Unidos, 15 de junio de 1972) es un exfutbolista estadounidense. Jugaba de portero y su último equipo fue el Seattle Sounders en la Major League Soccer estadounidense.
Luego de graduarse por la Universidad Seattle Pacific, Hahnemann pasó a jugar para los Seattle Sounders entre 1994 y 1996, cuando el equipo aún competía en la USL. Entre 1996 y 1997 jugó para el Colorado Rapids, uno de los equipos fundadores de la Major League Soccer, para después pasar a Inglaterra en 1999 y fichar con el Fulham. Tras no poder convertirse en titular en el club londinense, Hahnemann estuvo a préstamo en el Rochdale and Reading, finalmente uniéndose en forma permanente a este último. En 2009, luego de jugar 276 partidos de liga con dicho club, fue transferido a los Wolverhampton Wanderers. Luego de un fugaz paso por el Everton FC, Hahnemann pasó los tres últimos años de su carrera en el club donde se formó, el Seattle Sounders.
A nivel internacional, Hahnemann jugó en nueve ocasiones para la selección de fútbol de Estados Unidos, siendo el portero de reserva de Kasey Keller y Tim Howard en dos Copas Mundiales. Luego de su debut con la selección norteamericana en 1994 jugó dos partidos más con el equipo en el mismo mes, pero tuvo que esperar casi nueve años más para su siguiente partido, convirtiéndolo así en uno de los jugadores que más tiempo han pasado entre partidos jugados a nivel internacional.

## Trayectoria

### Primeros años
Hahnemann creció en el área de Seattle y estudió y jugó al fútbol en la Escuela Secundaria Kentridge, en donde fue nombrado jugador más valioso en su penúltimo año. En su último año se transfirió a la Escuela Secundaria Newport en Bellevue. Ese año obtuvo once vallas invictas y fue nombrado el mejor portero del condado.
Jugó al fútbol en la universidad para los Falcons de la Seattle Pacific University. SPU era una potencia en la División II de la NCAA, y Hahnemann jugó un rol importante cuando obtuvieron el campeonato en 1993. En sus cuatro temporadas en SPU, Hahnemann tuvo un récord de 64–9–5 cuando fue titular, teniendo además cuarenta y seis vallas invictas.

### Seattle Sounders
La carrera profesional de Hahnemann comenzó cuando fichó con el Seattle Sounders de la A-League norteamericana el 1 de mayo de 1994. En su primera temporada con los Sounders, Hahnemann registró un promedio de.57 goles concedidos en catorce partidos para llevarse el premio al mejor portero de la liga. En 1995, jugó 29 partidos, ayudando a los Sounders a conseguir el título de la liga. En 1996, los Sounders volvieron a ser campeones, con Hahnemann consiguiendo once vallas invictas y 119 atajadas.

### Colorado Rapids
Hahnemann esperó hasta 1997 para unirse a la Major League Soccer (MLS), fichando ese año con el Colorado Rapids. En su primera temporada en la liga, los Rapids llegaron a la final de la MLS Cup, en donde perdieron 2–1 contra el D.C. United. Durante su segunda temporada, fijó un nuevo récord en el club con la mayor cantidad de partidos y minutos jugados en una temporada para un portero, jugando 2.520 minutos en 28 partidos y logrando un registro de 16–12. Además, fue nombrado como su Defensor del Año.

### Fulham
Luego de dos temporadas y media con los Rapids, Hahnemann fichó con el Fulham de la Primera División de Inglaterra por £80.000 en junio de 1999. No obstante, no puede mover a Maik Taylor de su puesto titular, y jugó tan solo cuatro partidos en total para el club de Londres (los cuatro en la temporada que lograron el ascenso a la Premier League).
Cuando Edwin van der Sar fue fichado por Fulham luego de su ascenso, Hahnemann terminó incluso más abajo en el orden de arqueros, por lo que fue enviado a préstamo a al Rochdale un par de niveles hacia abajo en el fútbol inglés para que pueda obtener más minutos de juego y luego a Reading durante la temporada 2001–02. Jugó seis partidos con este último equipo como parte de su ascenso desde el tercer nivel del fútbol inglés. Al final de la temporada 2001-02, Hahnemann fue liberado por Fulham luego de estar tres años con el club. Hahnemann luego firmó un contrato de extensión por un mes con el club de Londres.

### Reading
Hahnemann luego se unió al Reading FC en forma permanente en el verano de 2002 a través de una transferencia libre, convirtiéndose así en su portero titular. En su primera temporada con los Royals no logró ascender a la Premier League play-offs del Championship, y en las siguientes dos temporadas el Reading volvió a terminar cerca del ascenso.
En la temporada 2005-06, el portero solo se perdió un partido. Esa temporada, Reading finalmente obtuvo su ascenso a la máxima división del fútbol inglés por primera vez en su historia luego de salir campeones del Championship con un récord de 106 puntos. Fue incluido en el equipo del año de la liga por el Professional Footballers' Association.
En su primera temporada en la Premier League consiguió trece vallas invictas y el club terminó octavo. Obtuvo la mayor cantidad de atajadas en la Premier League en 2007, pero no pudo evitar que el club descienda en su segunda temporada en la Premier League.
Se quedó con el club por una temporada más para tratar de devolverlo a la máxima división, pero Reading finalmente perdió contra Burnley en las semifinales de los playoffs. Posteriormente, Reading anunció que no renovaría el contrato de Hahnemann, convirtiéndolo en agente libre.

### Wolverhampton
El 17 de junio de 2009, Hahnemann firmó un contrato por uño con el Wolverhampton Wanderers, que recientemente había ascendido a la Premier League. Fue el suplente del portero titular Wayne Hennessey durante los primeros cuatro meses, hasta que Hennessey concedió cuatro goles en dos partidos consecutivos y perdió su puesto. Hahnemann fue el portero titular por el resto de la temporada, ayudando al equipo a mantenerse en la Premier League. Sus actuaciones lo ubicaron como "el Mejor Portero del Mundo" según el Castrol Performance Index, lo que lo ayudó a conseguir una extensión en su contrato.
No obstante, en la temporada 2010-11 el equipo entró en una racha negativa terrible que los dejó al fondo de la tabla y con riesgo de descender. Hahnemman fue puesto en la banca luego de la derrota frente a sus rivales en la lucha del descenso, Blackpool, a finales de noviembre y no volvió a jugar. Cuando su contrato expiró al final de la temporada, el club decidió no renovarlo.

### Everton
El 23 de septiembre de 2011, Hahnemann fichó con el Everton por un corto periodo de tiempo. Fue liberado del club el 18 de mayo de 2012 sin haber jugado ningún solo partido junto al internacional escocés James McFadden y cuatro otro jugadores que tampoco habían llegado a jugar partidos con el club.

### Seattle Sounders FC
El 14 de septiembre de 2012 Hahnemann regresó a los Sounders. Seattle intercambió una selección condicional del draft a Toronto F.C. por el primer puesto en la asignación de jugadores internacionales, pudiendo así fichar a Hahnemann.
Hizo su debut el 24 de octubre de 2012 frente Marathón en un partido de la fase de grupos de la Concacaf Liga Campeones. Debutó en la liga el 3 de agosto de 2013, obteniendo una valla invicta en la victoria 3-0 sobre FC Dallas.
El 8 de diciembre de 2014, poco después de concluida la temporada 2014 de la Major League Soccer, Hanehmann anunció su retiro del fútbol profesional.

## Selección nacional

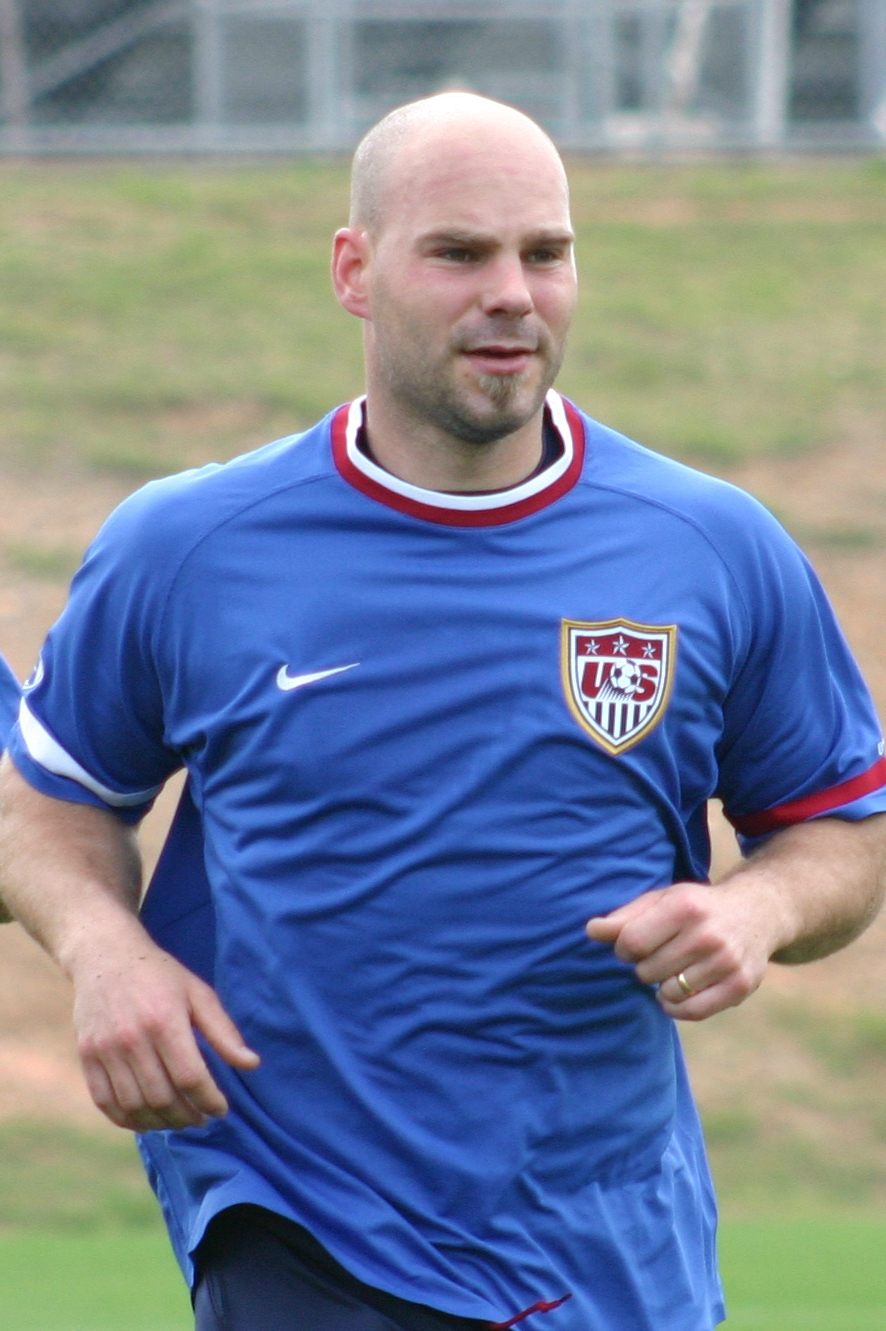
Hahnemann entrenando con la selección de en 2010.

Hahnemann hizo su debut internacional con los Estados Unidos el 19 de noviembre de 1994 en un partido amistoso frente a Trinidad y Tobago que terminó en derrota para los norteamericanos por 1-0.
Luego de jugar tres veces más en un mes, no volvió a ser parte del equipo después de 1994 hasta un partido amistoso en junio de 2003, poco antes de la Copa Confederaciones, para la cual fue seleccionado.
Jugó dos partidos más en 2005 y luego fue seleccionado para jugar la Copa Mundial de Fútbol de 2006 en Alemania, recibiendo la camiseta número 19. No obstante, no llegó a jugar un partido en el campeonato, siendo el suplente de Kasey Keller y Tim Howard. Durante la fase de grupos, él y su compañero de equipo Bobby Convey se convirtieron en los primeros futbolistas del Reading F.C. en ser incluidos en un equipo mundialista.
El 26 de mayo de 2010 Hahnemann fue incluido por el en ese entonces entrenador de la selección estadounidense, Bob Bradley, en la lista final de futbolistas que representaron al país norteamericano en la Copa Mundial de Fútbol de 2010. Hahnemann jugó su noveno y último partido con la selección nacional en 2011.

## Clubes
| Club                  | País           | Año       |
| --------------------- | -------------- | --------- |
| Seattle Sounders      | Estados Unidos | 1994-1996 |
| Colorado Rapids       | Estados Unidos | 1997-1999 |
| Fulham FC             | Inglaterra     | 1999-2002 |
| → Rochdale (cedido)   | Inglaterra     | 2001      |
| → Reading FC (cedido) | Inglaterra     | 2001-2002 |
| Reading FC            | Inglaterra     | 2002-2009 |
| Wolverhampton         | Inglaterra     | 2009-2011 |
| Everton               | Inglaterra     | 2011-2012 |
| Seattle Sounders FC   | Estados Unidos | 2012-2014 |

## Palmarés

### Campeonatos nacionales
| Título                       | Club(*)          | País           | Año     |
| ---------------------------- | ---------------- | -------------- | ------- |
| United States Soccer League  | Seattle Sounders | Estados Unidos | 1995    |
| United States Soccer League  | Seattle Sounders | Estados Unidos | 1996    |
| Football League Championship | Reading FC       | Inglaterra     | 2005-06 |

### Campeonatos Internacionales
| Título                     | Sede           | Año  |
| -------------------------- | -------------- | ---- |
| Copa de Oro de la Concacaf | Estados Unidos | 2005 |

## Vida privada
Marcus Hahnemann es republicano; su esposa Amanda es demócrata. Cría gallinas y le gusta cazar y la bicimontaña. Antes de los partidos escucha heavy metal para energizarse, y le regaló una camiseta de Wolverhampton con una amapola del Día del recuerdo al grupo Five Finger Death Punch. Colaboró con la banda de Reading Malefice a principios de 2012 para la elaboración de una canción que debutó en la página del Facebook de Jagermeister Reino Unido en febrero de 2012. Hahnemann es de ascendencia alemana; sus padres emigraron desde Hamburgo, Alemania.